# Yenice Çiftlik Hanı
Die Karawanserei des Yenice Çiftlik Hanı gehört zu den seldschukischen Karawanenstationen der Kesikbeli-Karawanenroute des 13. Jahrhunderts zwischen dem Zentrum der Rum-Seldschuken in Zentralanatolien, Konya, und den Hafenstädten Alanya und Antalya am Mittelmeer. Es war die sechste Karawanserei auf dieser Karawanenroute etwa 20 km südlich von Beyşehir an der Straße von Beyşehir nach Manavgat bzw. Side beim heutigen Dorf Yenice im Kreis Seydişehir. Das genaue Baudatum der Karawanserei ist nicht bekannt. Es ist schwierig, die Situation Seydişehirs während der anatolischen Seldschukenzeit zu verfolgen, da der Gründungsprozess der Stadt den Jahren des Zusammenbruchs der Seldschuken entspricht. Aber angesichts der Tatsache, dass die Region Seydişehir seit der Antike an einer Handelsroute liegt, ist es sehr wahrscheinlich, dass sich dort diese Eigenschaft während der türkischen Seldschukenzeit fortsetzte. Die Existenz einiger, wenn auch nur weniger Befunde spricht dafür. Einer davon sind die Ruinen des Yenice Çiftlik Hanı. Die Winterhalle maß aufgrund der vorhandenen Ruinen 12 m × 6 m (?, s. u.) mit 6 Pfeilern und wurde während der osmanischen Zeit repariert.
Der Yenice Çiftlik Hanı (auch Yeniceköy Çiftlik Hanı oder Yenice Hanı), eine zerstörte seldschukische Karawanserei im Gebiet Yenice Mahallesi Çiftlik, deren Standort kürzlich identifiziert wurde, liegt abseits der Verbindungsstraße Seydişehir – Üzümlü westlich der Hauptstraße, die Şeydişehir mit Beyşehir verbindet. Der historische Weg führte von dort über einen steilen Hang westwärts in Richtung zum Dorf Ortapayam. Es gibt keine Inschrift. Es wird angenommen, dass es sich um einen Han aus der seldschukischen Spätzeit handelt. Die Karawanserei sollte aufgrund ihrer Grundrissgestaltung mit nebeneinander liegendem Winter- und Sommerteil, den verwendeten Materialien und der Wandbautechnik ein Bau aus der seldschukischen Zeit des 13. Jahrhunderts sein. Die verfügbaren Belegstellen zum Yenice Çiftlik Hanı stammen fast ausnahmslos aus ein und derselben Quelle, die hier in Übersetzung wiedergegeben wird:
"An der Verbindungsstraße Seydişehir – Üzümlü, im Farmgebiet des Yenice-Viertels, gibt es eine typische Struktur einer Karawanserei , die eine Kombination aus offenen und geschlossenen Teilen aufweist. Das Gebäude, das an das Haus von Ahmet Koyuncu aus dem Dorf Yenice angrenzt, wurde in der Ost-West-Richtung gebaut. Die Fundamentspuren weisen darauf hin, dass der Eingang des Gebäudes in der Mitte der Westmauer erfolgte. Der Eingang des geschlossenen Teils des Hans befindet sich in der Mittelachse der Westwand. Angrenzend an die Südwand des geschlossenen Baus wurde ein zusätzlicher Raum mit einer Länge von 7,30 m und einer Tiefe von 6,50 m entdeckt. Der Zugang zu diesem Raum ist mit einer Türöffnung versehen, die 1,70 m breit und 3,40 m von der Westwand entfernt ist. Dieser Anbau wurde in den bisherigen Veröffentlichungen nicht erwähnt. Ob zwischen diesen Bauwerken ein direkter Zusammenhang besteht, lässt sich nur über eine Bohrung feststellen. Nach unserer Einschätzung kann dieser Raum in direktem Zusammenhang mit dem geschlossenen Teil des Bauwerks und einem Teil seines ursprünglichen Plans stehen. Denn die Erweiterungsspuren an der Südwand der Winterhalle bestärken diese Überzeugung und zeigen, dass der Anbau mit dem Hauptbau in die gleiche Zeit gehört. Genügendes Material oder Wissen über die innere Anordnung der Trägerelemente oder der oberen Abdeckung, die zu den offenen oder geschlossenen Teilen des Hans gehörten, konnte nicht gewonnen werden.
Das Gesamtmaß des Sommerhofs beträgt 21 m x 16 m und der geschlossene Bau misst 18,55 m x 14,75 m, wobei die Wandstärke des Gebäudes an einigen Stellen etwa 2 m betragen kann. Die Wände des Sommerhofs wurden jedoch bis auf das Grundniveau zerstört. Aus den restlichen Wandteilen des geschlossenen Baus ist zu erkennen, wie die Wände erstellt wurden: von außen mit geglätteten Steinen und Spolienquadern und innen mit Bruchsteinen und Kalkmörtel. Die in diesem Gebäude verwendeten Spolienelemente dürften die Überreste der antiken Stadt Amblada sein. In ähnlicher Weise ist die Verwendung dieser Art von Materialien an den Wänden der Moschee im Dorf Yenice zu sehen. Da sich Türsturz, Riegel und Bogensteine der Tür, die sich vom offenen Hof zum geschlossenen Teil öffnet, nicht an ihrem ursprünglichen Platz befinden, gibt es nicht genügend Informationen über den Originalzustand der Türen. Außerdem konnten die Architekturfragmente zur oberen Dachbedeckung bei unseren Vermessungsrecherchen rund um das Gebäude nicht gefunden werden. Der Yenice Çiftlik Köyü Han ähnelt den üblichen seldschukischen Karawansereien nach Grundriss und Wandbautechnik.".